# 紅擬褐鱈
紅擬褐鱈，為輻鰭魚綱鱈形目稚鱈科的其中一種，分布於西南太平洋紐西蘭至澳洲海域，為亞熱帶海水魚，深度26-700公尺，體長可達90公分，棲息在棲息在沙泥底質的半鹹水及海域，以甲殼類、頭足類及魚類為食，生活習性不明，可做為食用魚。